# Хакер, Алан
Алан Рэй Хакер (англ. Alan Ray Hacker; 30 сентября 1938, Доркинг — 16 апреля 2012) ― британский кларнетист, профессор Королевской академии музыки.
Учился в Далвичском колледже (1950―1955), затем в Королевской академии музыки, совершенствовался в Париже, Вене и Байрёйте. В 1958 стал солистом Лондонского филармонического оркестра, с 1960 преподавал в Академии. Покинув оркестр в 1965, Хакер начал карьеру камерного музыканта, организовав вместе со Стивеном Праслином и Харрисоном Бёртуистлом ансамбль «Pierrot players», преобразованный семь лет спустя в коллектив «Fires of London». В 1971 Хакер основывает собственную группу «Matrix», становится членом британского отделения Международного общества современной музыки и музыкальной секции Института современного искусства. Блестяще владея техникой игры на кларнете, Хакер с успехом применяет новейшие приёмы исполнительства ― многоголосие, глиссандо и др. Ему посвящены сочинения современных композиторов ― Харрисона Бёртуистла, Питера Максвелла Дэвиса, Мортона Фельдмана, Александра Гёра.
Хакер также прославился как один из первых исполнителей старинного репертуара для кларнета на исторических инструментах ― основанный им в 1972 ансамбль «Music Party» стал одним из первых, в который были введены старинные кларнеты. Он является автором исследования о сольных партиях в кларнетном концерте и квинтете Моцарта, а также нескольких вариантов восстановления их оригинальной версии.
В 1960―1976 Хакер преподавал в Королевской академии музыки, в 1976―1987 ― в Йоркском университете, где в 1977 организовал Йоркский фестиваль старинной музыки. Позднее он также начал выступать как дирижёр, исполняя оперы Моцарта, кантаты и оратории Баха и Генделя. Среди его записей ― кларнетные сочинения Моцарта, Брамса и Финци.